# Martin Crewes
Martin Crewes es un actor australiano de teatro, televisión y cine.

## Primeros años de vida
Crewes nació en Londres. Se mudó a Australia cuando tenía 10 años y asistió a la Academia de Australia Occidental de Artes Escénicas, en Perth, Australia Occidental. Desde que se graduó, Crewes participó en muchas obras de teatro y producciones musicales, tanto en Australia como a nivel internacional, y también ha aparecido en varias producciones de cine y televisión.

## Carrera profesional
Los papeles de teatro musical de Crewes incluyen al teniente Joe Cable en South Pacific, Marius en Los miserables, Claud in Hair y Chino en West Side Story . Otros musicales teatrales incluyen Joseph and the Amazing Technicolor Dreamcoat, El maravilloso mago de Oz y Aspects of Love.
Crewes originó el papel principal de Walter Hartright en la producción del West End de La mujer de blanco (que protagonizó desde septiembre de 2004 hasta julio de 2005).
Para su papel de equitación como Jim Ryan en la producción de teatro musical australiana de The Man from Snowy River: Arena Spectacular, Crewes, que ya sabía montar, recibió lecciones intensivas de equitación del experto profesor de equitación Steve Jefferys para que no necesitara un doble para las difíciles hazañas de equitación.
A partir de 2011, originó el papel de Pasha/Strelnikov en el estreno australiano de Doctor Zhivago. Su actuación le valió una nominación para un Premio Helpmann .
Después de esto, en 2012, actuó en la temporada de Chess de The Production Company como Frederick "Freddie" Trumper. Dirigida por Gale Edwards, y tuvo 10 representaciones (como estándar para The Production Company). Crewes fue nominado a un premio Green Room al actor principal.
Los papeles de Crewes en televisión y cine incluyen a Luis Amor Rodríguez en Dream Team, DOA: Dead or Alive como Guy on Boat, y un papel importante como Chad Kaplan en la película Resident Evil de 2002.

## Filmografía
| Año  | Título             | Rol          | Notas |
| ---- | ------------------ | ------------ | ----- |
| 2002 | Resident Evil      | Chad Kaplan  |       |
| 2006 | DOA: Dead or Alive | Butler       |       |
| 2013 | Patrick            | Brian Wright |       |